# 成田山大阪別院明王院
成田山大阪別院明王院（なりたさんおおさかべついんみょうおういん）は、大阪府寝屋川市成田西町にある真言宗智山派の寺院。山号は成田山。本尊は不動明王。千葉県成田市にある成田山新勝寺の別院である。通称は成田山不動尊（なりたさんふどうそん）で、近畿三十六不動尊霊場の第28番札所となっている。
1934年（昭和9年）に京阪電気鉄道（現・京阪ホールディングス）の寄進により開創。京阪電車・京阪バスの車両には当院のお札が掛けられている。
1954年（昭和29年）には日本で初めて交通安全祈願専用の祈祷殿が建立され、祈祷車の台数は年間20万台に上る。

## 歴史
明治時代から大阪の人達による成田山新勝寺への信仰が増加し、昭和に入ると大阪への成田山別院の建立を望む声が高まっていたことから、当時の大阪府知事田辺治通の実弟・田辺真弘が、関西信徒を代表して成田山新勝寺に大阪別院の建立を依頼したのがそもそもの始まりである。その場合、どこに大阪別院を建立するかであるが、考えた末に北河内が選ばれることになった。
現在の寝屋川市を含む北河内地域は大阪府北東部にあたる、すなわち大阪の鬼門に相当する。この北河内地域を縦断する京阪本線の開業した1910年（明治43年）当初、北河内郡友呂岐村大字郡・三井の丘陵部に京阪電気鉄道（現・京阪ホールディングス）は「香里遊園地」を開設したが、2年後に同郡枚方町大字伊加賀へ移転した（現・ひらかたパーク）。友呂岐村の跡地は、1920年代に住宅地として香里駅（現・香里園駅）東側の造成が行われたのち、京阪の手で「香里園経営地」として住宅が分譲されるが、依然として未開発地が多くあった。
そこで、京阪は成田山別院を大阪に建立するとの話を聞くと、北河内は大阪の「鬼門」であるという良くないイメージを払拭するためにも、積極的に成田山大阪別院の誘致を行い、香里駅東側の未開発地を境内地として成田山大阪別院に寄進することにした。
こうして作られることになった成田山別院は、根来寺塔頭の明王院が京阪からの寄進地に移転することで成立し、1934年（昭和9年）に本堂も京阪の寄進で建立され、成田山大阪別院明王院が創建された。このような経緯から周辺は新興住宅地であり、成田山新勝寺のような門前町は形成されていないが、1967年（昭和42年）に成田西町・成田町・成田東町、1973年（昭和48年）に成田東が丘・成田南町の町名が誕生している。

## 境内
- 本堂 - 1934年（昭和9年）に京阪電気鉄道（現・京阪ホールディングス）の寄進で建立。本尊の不動明王を安置する。
- 笑魂塚 - 1959年（昭和34年）5月15日建立。
- 鐘楼 - 1949年（昭和24年）10月15日建立。
- お百度行場
- 新四国八十八カ所霊場
- 花塔
- 出世稲荷堂 - 荼枳尼天尊を祀る。
- 大黒天堂
- 奥の院 - 地下のトンネルの内にある。午後3時まで開帳。
- お滝行場
- 北山門
- 大師堂
- 弘法大師像
- 畠山義豊の墓 - 畠山義就の子。1948年（昭和23年）に現在地から西北数百メートルのところで発見され、当院の客殿の庭園に置かれていたが、1980年（昭和55年）に現在地に移された。
- 吉祥閣 - 寺務所。1996年（平成8年）9月建立。前年の1995年（平成7年）には、大相撲の横綱貴乃花と横綱曙により地鎮祭地固め式土俵入りが行われた。
- 祈祷殿 - 1954年（昭和29年）建立。日本初の交通安全祈願専用の祈祷殿。100台の自動車を一度に祈祷できる。
- 茶室「菅相庵」 - もとは菅原道真に従えた武部源蔵が寺子屋として人々を教導したとされる建物。当寺に寄進された。
- 茶筅塚
- 山門 - 開創90周年記念事業として建て替えられることとなり、2021年（令和3年）3月に旧山門が撤去され、2024年（令和6年）6月に新山門が完成し、10月15日に落慶式が行われた。施工は金剛組。

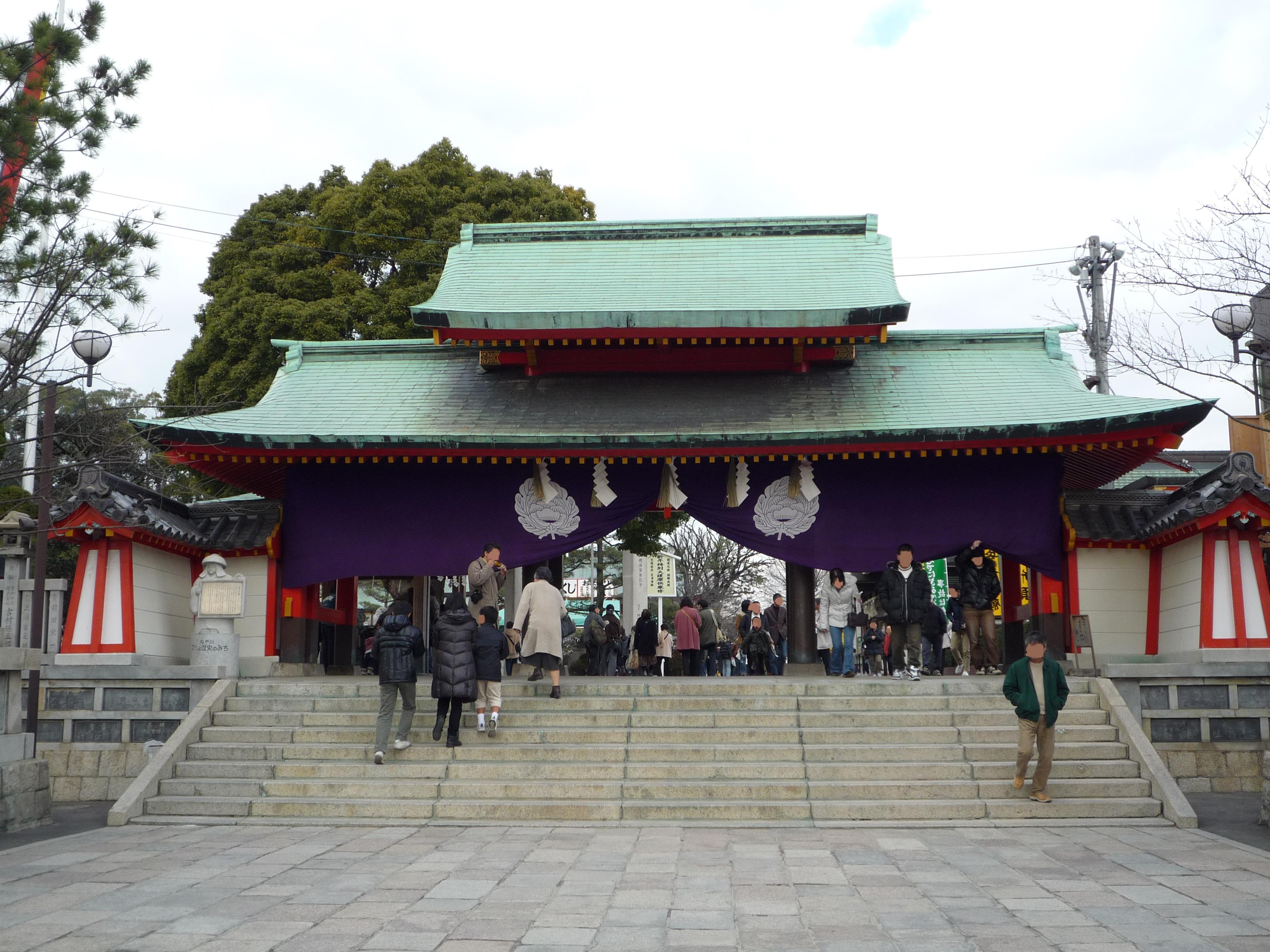
旧山門
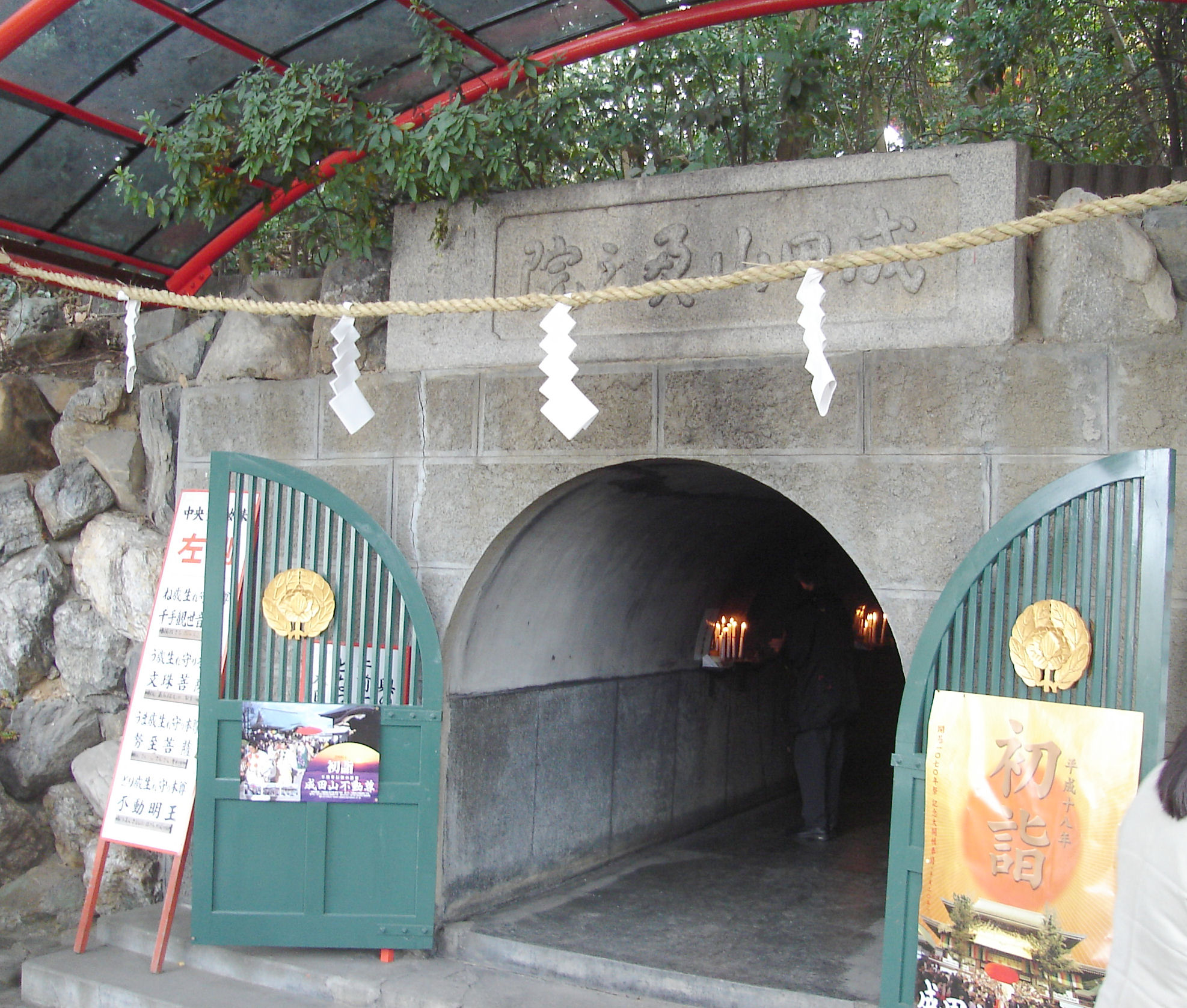
奥の院
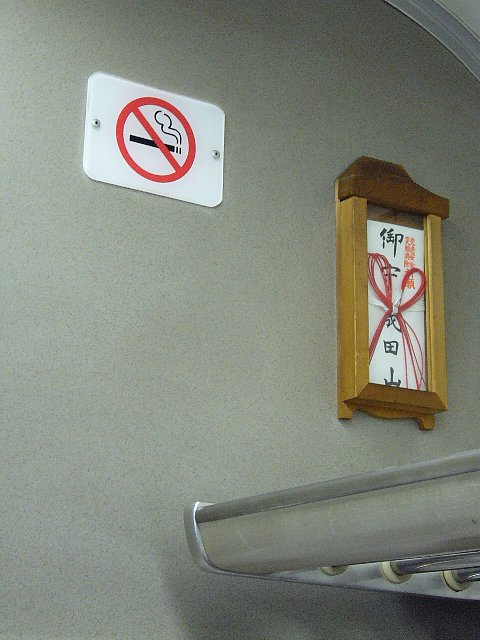
京阪電車の車両内に掛けられている成田山の御守

## 主要年間行事
- 大般若転読付き大護摩供
- 初不動
- 星まつり
- 節分祭
- 厄除け祈願大祭
- 彼岸会法要
- 開創記念大祭
- 七五三まいり
- 納め不動

## その他
- 京阪電車・京阪バスの車両には当院のお札が掛けられているが、石清水八幡宮の参詣路線である京阪鋼索線の2両のみ例外で、当該車輌には石清水八幡宮のお札が掛けられている[6]。
- 節分祭の時、放送中のNHK連続テレビ小説の出演者が豆をまく。その際、「福は内、鬼は外」と言わず「福は内」のみを連呼する。成田山には鬼がいないため追い払う必要がないためである。
- 皇紀2600年となる1940年（昭和15年）に建造のラジオ塔が、不動尊の正面の駐車場の入口にある自転車置場の横に現存している。
- ナリタブライアンなど、山路秀則の所有馬の冠名「ナリタ」は本寺に由来する。

## 前後の札所
近畿三十六不動尊霊場
27 葛川明王院　-　28 成田山大阪別院明王院　-　29 宝山寺